# Redneck Wonderland
Albums de Midnight Oil
20,000 Watt R.S.L. (Best of)
(1997) The Real Thing
(2000)
Singles
1. White Skin Black Heart
Sortie : 1997
2. Cemetery in My Mind
Sortie : 1998
3. What Goes On
Sortie : 1998
4. Redneck Wonderland
Sortie : 1998

Redneck Wonderland est le dixième album studio du groupe de rock australien Midnight Oil sorti en juillet 1998.
Il se classe 7e dans les charts en Australie où il est certifié disque d'or.

## Liste des titres
| No  | Titre                          | Auteur                            | Durée |
| --- | ------------------------------ | --------------------------------- | ----- |
| 1.  | Redneck Wonderland             | - Rob Hirst - Jim Moginie         | 3:08  |
| 2.  | Concrete                       | - Peter Garrett - Hirst - Moginie | 4:12  |
| 3.  | Cemetery in My Mind            | - Garrett - Hirst - Moginie       | 3:57  |
| 4.  | Comfortable Place on the Couch | - Hirst - Moginie                 | 4:08  |
| 5.  | Safety Chain Blues             | - Garrett - Moginie               | 4:21  |
| 6.  | Return to Sender               | Moginie                           | 3:31  |
| 7.  | Blot                           | - Garrett - Hirst - Moginie       | 3:24  |
| 8.  | The Great Gibber Plain         | - Hirst - Moginie                 | 4:38  |
| 9.  | Seeing Is Believing            | - Garrett - Hirst - Moginie       | 4:28  |
| 10. | White Skin Black Heart         | - Garrett - Hirst - Moginie       | 4:01  |
| 11. | What Goes On                   | - Hirst - Moginie                 | 3:00  |
| 12. | Drop in the Ocean              | Moginie                           | 4:13  |

- Note: White Skin Black Heart et What Goes On figurent déjà sur le Best of 20,000 Watt R.S.L. sorti un an plus tôt.

## Composition du groupe
- Peter Garrett : chant
- Bones Hillman : basse, chœurs
- Jim Moginie : guitares, claviers, synthétiseurs, chœurs
- Martin Rotsey : guitares
- Rob Hirst : batterie, chœurs

Musiciens additionnels :
- Jeremy Smith : cor d'harmonie
- Helen Mountfort : violoncelle
- Hope Csutoros : violon

## Classements hebdomadaires et certifications
| Classement (1998) | Meilleure place |
| ----------------- | --------------- |
| Australie (ARIA)  | 7               |

| Pays             | Certifications | Unités certifiées |
| ---------------- | -------------- | ----------------- |
| Australie (ARIA) | Or             | 35 000            |